# Gleditsia japonica
Espèce
Synonymes
- Caesalpiniodes japonicum (Miq.) Kuntze[2]
- Fagara horrida Thunb.[2]
- Gleditsia coccinea Hort. ex Koehne[2]
- Gleditsia horrida (Thunb.) Makino[2]
- Gleditsia japonica f. inarmata Nakai[2]
- Gleditsia koraiensis T.Mori[2]
- Gleditsia melanacantha T.Tang & Wang[2]

Gleditsia japonica, ou Févier du Japon, est une espèce de plantes à fleurs du genre Gleditsia et de la famille des Fabaceae. C'est un arbre originaire de l'Asie orientale.

## Nom vernaculaire
Gleditsia japonica est couramment appelé Févier du Japon dans les pays de langue française, japanische Gleditschie en Allemagne, et Japanese honey-locust dans les pays anglophones. Au Japon, le Févier du Japon est nommé Saikachi, et, plus rarement, Kawarafuji no ki,.

## Description
Gleditsia japonica est un arbre à feuilles caduques pouvant mesurer de 15 à 20 m de haut pour un diamètre basal d'environ 2 m,. Le tronc et les branches sont garnis d'épines très acérées. Les feuilles, arrangées par paires de 12 à 24 par rameau, sont alternes, paripennées, et mesurent entre 20 et 30 cm. L'espèce est dioïque et très mellifère. Chaque année, les fleurs apparaissent en grappes de mai à juin. actinomorphes, elles sont composées de 4 pétales de forme elliptique et de couleur vert olive pâle, et de 8 étamines. De septembre à octobre, elles donnent de longues gousses vertes aplaties, de 20 à 30 cm de long, qui brunissent au fil du temps, avant de tomber sur le sol. Celles-ci contiennent des graines plates elliptiques d'environ 1 cm de diamètre,.

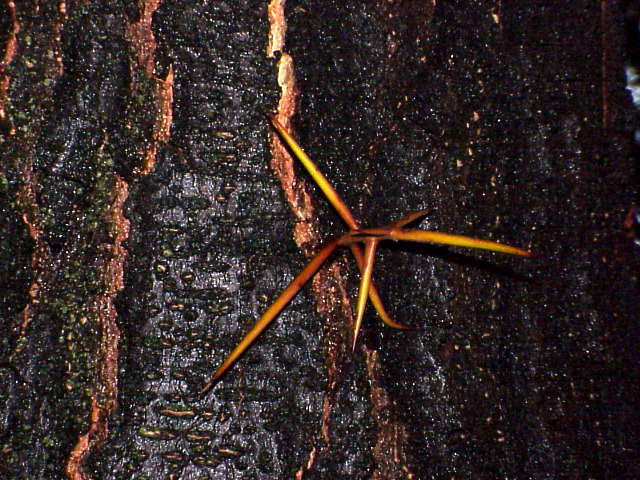
Épines de Févier du Japon.
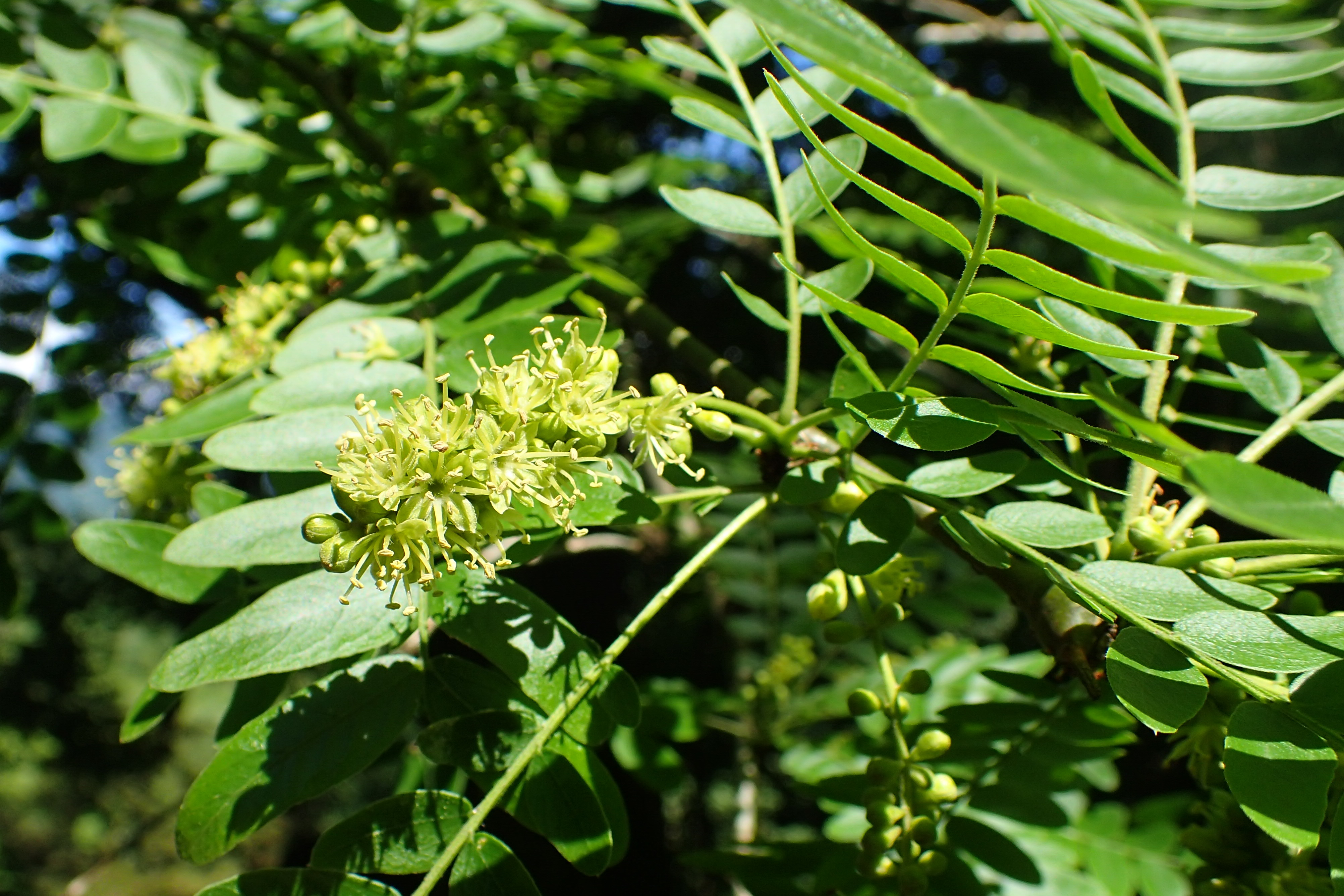
Grappe de fleurs de Févier du Japon.
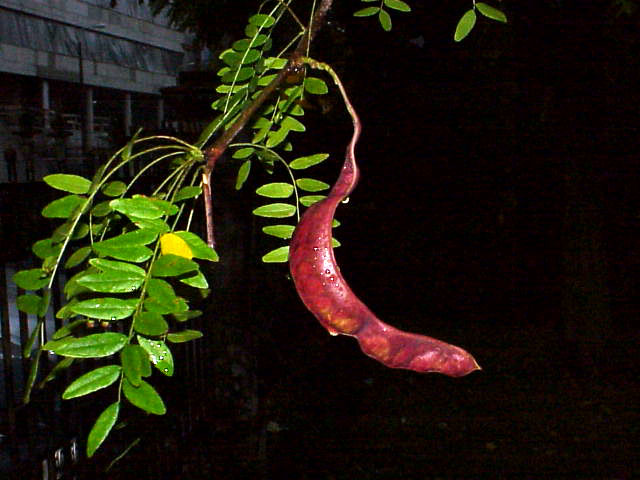
Gousse de Févier du Japon.

## Distribution géographique et habitat
Le Févier du Japon est originaire de Chine, du Japon et de Corée,. Il apprécie les terrains humides (marais et rives de cours d'eau),.

## Liste des variétés
Selon Tropicos  :
- Gleditsia japonica var. delavayi (Franch.) L.C. Li ;
- Gleditsia japonica var. inermis Nakai ;
- Gleditsia japonica var. japonica ;
- Gleditsia japonica var. koraiensis Nakai ;
- Gleditsia japonica var. purpurea Rehder ;
- Gleditsia japonica var. stenocarpa Nakai ;
- Gleditsia japonica var. velutina L.C. Li.

## Usage
Le Févier du Japon est cultivé comme plante ornementale dans tous les pays d'où il est originaire,. Autrefois, de la cosse de ses gousses, étaient extraites des saponines à partir desquelles du savon et des détergents étaient fabriqués,. Dans la médecine traditionnelle chinoise et au Japon, il est utilisé comme plante officinale ; il entre dans la composition de fortifiants et de remèdes contre les douleurs rhumatismales,.